# پل مایکل گلیسر
پل مایکل گلیسر (انگلیسی: Paul Michael Glaser؛ زادهٔ ۲۵ مارس ۱۹۴۳) یک هنرپیشه، و کارگردان اهل ایالات متحده آمریکا است. وی از سال ۱۹۶۶ میلادی تاکنون مشغول فعالیت بوده‌است.
از فیلم‌ها یا برنامه‌های تلویزیونی که وی در آن نقش داشته است می‌توان به یکی باید کوتاه بیاید، ویولون‌زن روی بام ، استارسکی و هاتچ اشاره کرد.